# Elaphrus finitimus
Elaphrus finitimus är en skalbaggsart som beskrevs av Thomas Casey. Elaphrus finitimus ingår i släktet Elaphrus och familjen jordlöpare. Inga underarter finns listade i Catalogue of Life.